# Procés planar

Fig.1 Tall en secció simplificada de la unió d'un transistor bipolar npn en tecnologia planar.

Procés planar (o tecnologia de fabricació planar) és una tecnologia de fabricació usada en la indústria de semiconductors per a construir transistors, i alhora connectar-los entre ells. És el principal mètode de fabricació dels circuits integrats actuals. El procés planar va ser desenvolupat per Jean Hoerni, un dels fundadors de Fairchild Semiconductor l'any 1959.

## Característiques
- El concepte clau del procés planar és considerar el circuit com un pla de dues dimensions i llavors aplicar les tècniques fotogràfiques d'aplicació de màscares.[4]
- El substracte del circuit és l'oblia de silici on s'apliques diversos reactius químics per a crear aïllants (SiO₂ diòxid de silici), conductors (metal·lització) i unions pn (silici dopat).
- Processos bàsics :

| Procés                          | Descripció                                                    | Notes                                                 |
| ------------------------------- | ------------------------------------------------------------- | ----------------------------------------------------- |
| Preparació de l'oblia de silici | Substracte                                                    |                                                       |
| Creixement epitaxial            | Formació de silici d'alta puresa (Electronic – Grade Silicon) | Procés Czochralski                                    |
| Oxidació                        | Creació zones aïllants o passivització (SiO₂)                 | Procés realitzat a alta temperatura (950 °C a 1250`C) |
| Fotolitografia                  | Exposició de radiació lluminosa a través d'una màscara        | Amb llum visible o ultra-violada.                     |
| Difusió                         | Canvi de la conductivitat selectiva sobre el silici.          | Procés realitzat a alta temperatura (900 °C a 1250`C) |
| Implementació iònica            | Dopat o afegit d'impureses per a crear zones n i p.           | Procés realitzat a baixa temperatura.                 |
| Tècnica d'aïllament             | Afegit de zones aïllants.                                     |                                                       |
| Metal·lització                  | Afegit de zones (una capa) conductores.                       | Procés realitzat a baixa pressió.                     |
| Ensamblat i encapsulat          | Posat el dau de silici dintre l'encapsulat.                   |                                                       |